# Ruagea trisperma
Ruagea trisperma là một loài thực vật có hoa trong họ Meliaceae. Loài này được Cuatrec. miêu tả khoa học đầu tiên năm 1950.